# Люди, годы, жизнь
«Люди, годы, жизнь» — документальный цикл Ильи Эренбурга, написанный в форме воспоминаний. Книга, в которой рассказы о наиболее значимых событиях первой половины XX века чередуются с литературными портретами деятелей отечественной и западной культуры, создана в жанре философско-субъективной мемуаристики.
Издание цикла проходило на фоне непрерывной борьбы с цензурой. К оценке мемуаров, которые в 1960 году начали публиковаться в журнале «Новый мир», были подключены эксперты отдела культуры ЦК КПСС.
После встречи автора с первым секретарём ЦК партии Никитой Хрущёвым вмешательство представителей цензуры пошло на убыль, и в 1963 году 3-я и 4-я книги цикла «Люди, годы, жизнь» вышли в издательстве «Советский писатель».
В 2013 году цикл мемуаров Эренбурга был включён в список «100 книг», рекомендованный Министерством образования и науки РФ школьникам для самостоятельного чтения.

## Содержание
В структуре книги перемежаются путевые заметки, воспоминания о встречах с известными современниками, размышления о времени и о себе.

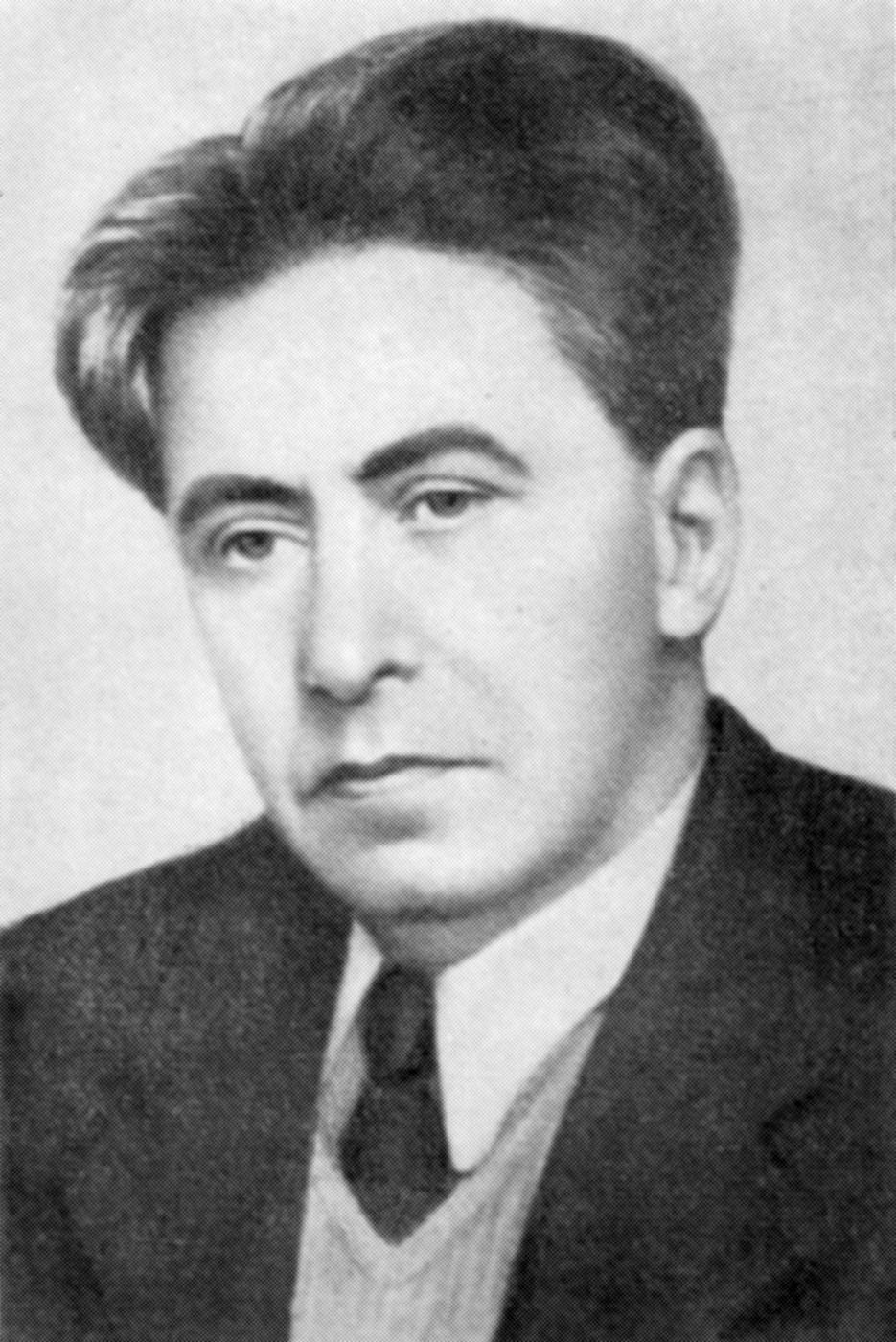
Илья Эренбург

Так, повествуя о поездке по Германии (начало 1920-х годов), автор рассказывает о берлинском Доме искусств — небольшом кафе, в котором по пятницам собирались русские писатели. Там читали свои произведения Толстой, Ремизов, Пильняк, Маяковский, Есенин. Большое впечатление на Эренбурга произвело знакомство с «гордым и застенчивым» Юлианом Тувимом, который жил двумя страстями — «любовью к людям и трудной близостью к искусству».
Москва 1920-х годов в воспоминаниях автора — это рынки, заполняемые крестьянами, смешные вывески перед гастрономами, открывающиеся один за другим рестораны, пивные с фокстротами, русским хором и балалайками, лихачи, поджидающие загулявших седоков. В стране появились рабфаковцы — студенты, формировавшиеся в годы Гражданской войны и нэпа; это поколение Фадеева, Светлова, Каверина «рано начало редеть».
Увидев в Париже спектакль по пьесе Чапека «Рур», Эренбург зафиксировал рождение слова «робот» и признался, что в ту пору боялся «мыслящих машин» — было опасение, что они постепенно отучат человека думать.
Много страниц книги посвящено Исааку Бабелю, на которого Эренбург смотрел «как подмастерье на мастера»; появление «Конармии», в которой герои были «словно освещены прожектором», произвело на читателей сильнейшее впечатление.
Размышляя о «душе народа», автор подмечает, что англичане стремятся к «известному отъединению», немецкий буржуа обожает научные новшества, испанцы в клубах любят смотреть на прохожих, шведы отличаются холодностью и чопорностью, а французы с удовольствием ныряют в любую толпу.
Работая корреспондентом «Известий» за рубежом, Эренбург научился писать коротко (тексты приходилось передавать по телефону или телеграфу); критики ругали его за «телеграфный стиль», а писатель считал, что сжатые фразы отвечают «духу времени».
Поездки по Советскому Союзу в 1930-х годах запомнились как «великое переселение»: орловские и пензенские крестьяне пробивались на восток; комсомольцы отправлялись на Магнитку; в эшелонах для спецпереселенцев везли в Сибирь раскулаченных, а также мелких спекулянтов с Сухаревки, сектантов и растратчиков.

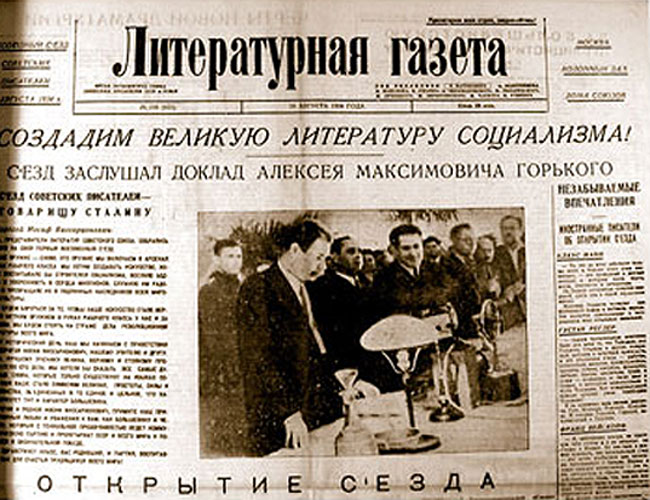
«Литературная газета». Отчёт о I съезде писателей (1934)

К Первому съезду советских писателей автор готовился, «как девушка к первому балу». Мероприятие, продолжавшееся 15 дней, запомнилось не только овациями в адрес «инженеров человеческих душ», но и полемикой: Эренбург усомнился в полезности коллективных работ писателей; Горький ответил, что молодым авторам, не имеющим собственных тем, необходима поддержка со стороны маститых литераторов.
Из всех своих современников Эренбург более всего любил Хемингуэя, который внешне походил на представителя богемы, а по сути был трудягой; все темы мира писатель вложил в короткий список — «любовь, смерть, труд, борьба».
22 июня 1941 года семья Эренбурга была разбужена ранним звонком. Все сидели у приёмника, ждали выступления Сталина. Вместо него выступил Молотов. Это был самый длинный день в году, «и он длился долго — почти четыре года», день большого мужества и большой беды.

## История создания и публикация
По свидетельству исследователя творчества Эренбурга Бориса Фрезинского, летом или в начале осени 1959 года Эренбург составил рабочий план и сделал первые наброски к будущей книге. Изначальный замысел, судя по черновикам, не содержал тем и имён, который на тот момент были «абсолютно запретными». Тем не менее работа шла «на грани цензурных возможностей».
Когда 1-я книга была завершена (апрель 1960), встал вопрос о публикации. Отношения между Эренбургом и главным редактором «Нового мира» не отличались особой теплотой, и Илья Григорьевич в своих мемуарах упоминал о Твардовском вскользь, безоценочно. Тем не менее свои воспоминания Эренбург решил отдать именно ему.
Наверное, Ваши сотрудники Вам уже сказали, что я хочу предложить Вам для «Нового мира» мою рукопись — «Годы, люди, жизнь», книгу первую. <…> Посылаю Вам половину рукописи, находящейся в перепечатке. Вторая половина (главы 20—30) будут переданы Вам через несколько дней
.
Твардовский, включив мемуары в редакционный план, отказался печатать лишь 6-ю главу, в которой речь шла о Бухарине: он на тот момент ещё не входил в число реабилитированных. Вопрос о возможности появления этой фамилии на страницах «Нового мира» мог решить только Никита Хрущёв.
В письме первому секретарю ЦК КПСС, датированном 8 мая 1960 года, Эренбург сообщил, что хотел бы упомянуть в книге о своём школьном товарище Николае Бухарине. Вскоре через референта Хрущёва был передан совет повременить с включением имени Бухарина в воспоминания. Сокращённая версия главы под названием «Мой друг Николай Бухарин» была опубликована в 1988 году (газета «Неделя»); полный текст обнародован в 1990 году.
Вскоре мемуарами заинтересовались и чиновники. Сначала начальник Главного управления по охране государственных и военных тайн в печати Павел Романов обратил внимание ЦК КПСС на «субъективность» воспоминаний Эренбурга. Затем сотрудники отдела культуры ЦК партии подготовили служебную записку о том, что явления общественной жизни освещаются Эренбургом «односторонне». В упрёк автору было поставлено стремление выдвинуть «на первый план советского искусства» таких литераторов, как Пастернак, Цветаева, Мандельштам. «Тенденциозность» Эренбурга, по мнению авторов записки, проявлялась и в его излишнем внимании к репрессиям.
В 1963 году с критикой мемуаров выступил и Никита Хрущёв. Стремясь спасти книгу, Эренбург обратился к лидеру государства с просьбой о личной встрече; она состоялась в августе 1963-го. Ознакомившись с некоторыми главами, Хрущёв изменил своё отношение к этим воспоминаниям.
В конце 1963-го 3-я и 4-я книги цикла «Люди, годы, жизнь» вышли в издательстве «Советский писатель». В предисловии безымянный автор обратил внимание на то, что «мемуары И. Эренбурга не дают исторически верного представления о некоторых периодах жизни советского общества», и предложил читателям «критически осмыслить» предлагаемые им воспоминания.

## Критика и цензура
В историю отечественной литературы вошла полемика, начатая газетой «Известия» зимой 1963 года. 29 января издание опубликовало статью литературоведа Владимира Ермилова «Необходимость спора», автор которой по рекомендации идеологических органов не только резко раскритиковал книгу «Люди, годы, жизнь», но и вменил в вину писателю его «молчаливое» поведение в годы репрессий.
Откликом на публикацию Ермилова стали письма от «возмущённых читателей», которые указывали Эренбургу на «его заблуждения». В те дни в дневнике Корнея Чуковского появилась запись:
Вчера был Паустовский: Читали «Известия» ? Оказывается, там целая полоса писем, где Ермилова приветствует тёмная масса читателей, ненавидящих Эренбурга за то, что он еврей, интеллигент, западник...
По словам историка литературы Александра Рубашкина, главный редактор «Известий» Алексей Аджубей впоследствии раскаивался из-за этой «чёрной страницы» в биографии газеты.
Кампания по дискредитации писателя и его мемуаров была продолжена цензурой. Владимир Лакшин, работавший в ту пору первым заместителем Твардовского в «Новом мире», рассказывал, что представители цензурного ведомства отказывались подписывать 5-ю книгу воспоминаний Эренбурга. Из текста, уже подготовленного к печати, удаляли целые страницы, повествующие не только о культе личности, но и о художниках — например, о Кончаловском.

## Отзывы современников

### Поддержка со стороны творческой интеллигенции
Покамест Вы единственный из Вашего поколения писатель, переступивший некую запретную грань. <...> При всех возможных, мыслимых и реальных изъянах Вашей повести прожитых лет Вам удалось сделать то, чего и пробовать не посмели другие.
Публикация первых двух книг на страницах «Нового мира» (1960, № 8-10) вызвала большой резонанс — мемуары читали «как приключенческий роман». Так, литературовед Юлиан Оксман в письме Эренбургу сообщал, что страницы, посвящённые Мейерхольду, «поразительны по художественной смелости решений показа его живого и исторического образа». Писательница Мариэтта Шагинян после знакомства с 1-й частью призналась автору, что его книга — «это самое зрелое и самое человечное», что написано после «Хулио Хуренито». Кинематографист Роман Кармен назвал «Люди, годы, жизнь» «гениальной исповедью сердца».
После статьи Ермилова и критического выступления Хрущёва Эренбург получил поддержку от актрисы Алисы Коонен, предлагавшей не обращать внимания на «злые силы», искусствоведа Ариадны Эфрон, благодарившей «за бесстрашие и целеустремлённость», других представителей интеллигенции.
Александр Твардовский спустя годы вспоминал об «огромной и разнообразной» читательской почте, приходившей в «Новый мир» после публикации мемуаров. В письмах были и слова признательности, и критические замечания, и многочисленные вопросы к автору — «тот неподкупный и органический контакт пишущего с теми, для кого он пишет».

### Оценка Варлама Шаламова
В то же время писатель Варлам Шаламов, ознакомившись с 1-й книгой цикла «Люди, годы, жизнь», подготовил статью, в которой констатировал, что литературный портрет Бориса Пастернака, созданный Эренбургом, изобилует неточностями. Несогласие Шаламова было связано, в частности, с утверждением, что зарубежные ценители русской словесности не видели в Пастернаке «большого поэта».
Пастернак был единственным нашим поэтом мирового значения, и не надо было Эренбургу кривить душой.
Кроме того, Шаламову претили разговоры о «детскости» Бориса Леонидовича — полемизируя с Эренбургом, автор «Колымских рассказов» доказывал, что Пастернак относился к числу наследников «лучших традиций русской интеллигенции».
Дальнейшая переписка показала, что, несмотря на определённые разногласия, два литератора были всё же связаны взаимной симпатией; в 1966 году Шаламов искренне радовался тому, что в мемуарный цикл «Люди, годы, жизнь» удалось вернуть некоторые зачёркнутые ранее очерки — в частности, о Фадееве.

### Оценка Анны Ахматовой

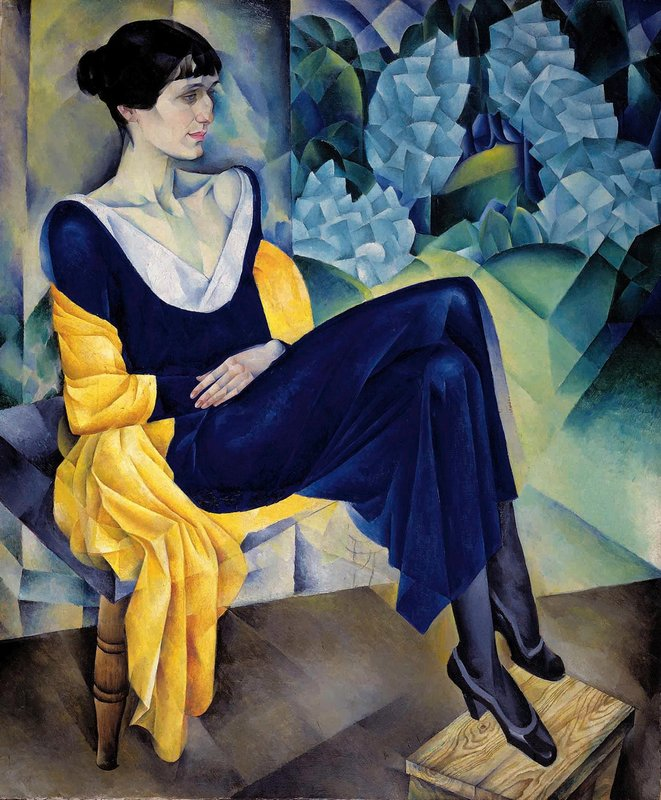
Анна Ахматова. Портрет работы Н. Альтмана

Анна Ахматова не просто внимательно читала воспоминания Эренбурга, но и выявляла неточности, содержащиеся в книге. Так, на фразу про то, что комната у неё «маленькая, строгая, голая», она отреагировала репликой: «У меня стены не пустые, и я отлично знала, кто такой Модильяни».
Резкое неприятие Ахматовой вызвали и воспоминания Эренбурга о Цветаевой, а также портрет Пастернака, который, по мнению Анны Андреевны, из-за «слишком краткого изложения не получился». Вместе с тем очерк о Мандельштаме, стихи которого впервые появились именно в цикле «Люди, годы, жизнь», признан ею удачным. Эти суждения, по словам литературоведа Фрезинского, были, как правило, устными, и Ахматова не раз повторяла, что несогласие с теми или иными фразами отнюдь не означает, что она «плохо относится к Илье Григорьевичу».

## Значение мемуаров
Поколение интеллигенции 1960-х годов фактически формировалось на его книге. Удивительно другое: сегодня, когда доступно море литературы, мемуары Эренбурга не утрачивают ценности — книга оказалась шире своего замысла.
По воспоминаниям литературоведа Бенедикта Сарнова, при первом чтении книги «Люди, годы, жизнь» ключевым словом для него были «люди». Портреты современников Эренбург создавал очень точно, «одной пластической сценой» выявляя не только внешний облик своего героя, но и «самую суть рисуемого образа».
Говоря о значении мемуаров, Сарнов отметил, что к Эренбургу, открывшему отечественной литературе имена Мандельштама и Цветаевой, дружившему с Модильяни и Пикассо, сохранят свой интерес читатели XXI века.
Журналист Ольга Кучкина, напомнив, что полной версии своей книги Эренбург так и не увидел, признаёт, что «по степени исповедальности в литературе того времени ей не было равных».
Публицист Александр Мелихов констатировал, что Эренбург использовал свои мемуары ещё и для того, чтобы воскресить имена тех, «кому не повезло». Говоря о значении книги, Мелихов подчеркнул, что эпохальный труд «Люди, годы, жизнь» прорубил «новое окно не только в Европу, но и в наше собственное непредсказуемое прошлое».
По мнению Дмитрия Быкова, современные читатели должны испытывать чувство вины перед Эренбургом — за нежелание вникать в его труды и за забывчивость: ведь современную литературу «в её нынешнем виде» создал именно автор мемуаров «Люди, годы, жизнь». Эренбург — писатель будущего, и в конце XXI столетия он вполне «может взять реванш», резюмирует Быков.

## Первые публикации
Книга 1-я: И. Эренбург. «Люди, годы, жизнь» // Новый мир. — 1960. — № 8—10.; И. Эренбург. В январе 1909 года (отрывки из книги «Люди, годы, жизнь») // Литературная газета. — 1960. — № 9 апреля.; И. Эренбург. В 1916 году (отрывки из книги «Люди, годы, жизнь») // Огонёк. — 1960. — № 19.; И. Эренбург. Диего Ривера (отрывки из книги «Люди, годы, жизнь»). — 1960. — № 40.

Книга 2-я: Илья Эренбург. «Люди, годы, жизнь» // Новый мир. — 1961.; Илья Эренбург. Воспоминания о Мейерхольде (отрывки из книги «Люди, годы, жизнь») // Театр. — 1961. — № 2.

Книга 3-я: И. Эренбург. «Люди, годы, жизнь» // Новый мир. — 1961. — № 9—11.

Книга 4-я: И. Эренбург. «Люди, годы, жизнь» // Новый мир. — 1962. — № 4—6.; 1943-й (отрывки из книги «Люди, годы, жизнь») // Литературная газета. — 1962. — № 21 августа.

Книга 5-я: И. Эренбург. «Люди, годы, жизнь» // Новый мир. — 1963. — № 1—3.; И. Эренбург. В южных штатах (отрывки из книги «Люди, годы, жизнь») // Юность. — 1963. — № 12.

Книга 6-я:Илья Эренбург. Два портрета: Альберт Эйнштейн. — Фредерик Жолио Кюри (отрывки из книги «Люди, годы, жизнь» // Юность. — 1965. — № 1.

Полный текст (7 книг): Илья Эренбург. «Люди, годы, жизнь». — М.: Советский писатель, 1990. — ISBN 5-265-00669-9.